# 対ナチス・ドイツ戦勝77周年記念パレード
対ナチス・ドイツ戦勝77周年記念パレード（ロシア語: Парад на Красной площади 9 мая 2022 года）は、2022年5月9日にモスクワの赤の広場で開催された軍事パレード。同年2月24日のウクライナ侵攻（特別軍事作戦）以降初の戦勝パレードとなり、ウラジーミル・プーチン大統領もパレードの演説でウクライナ侵攻（特別軍事作戦）に触れた。

## 背景
このパレードは、1945年のナチス・ドイツの降伏と戦勝記念パレードから、ともに77周年を記念して開催された。

### ウクライナ侵攻による影響
2022年2月24日のウクライナ侵攻（ロシアでは特別軍事作戦）の影響で、パレードは例年より規模を縮小して開催された。また、外国の首脳級要人の招待は行わず、特使が出席した。

### 宣戦布告の推測
西側メディアではこの日に宣戦布告を行うとの推測が出たが、プーチン大統領はこの日、正式な宣戦布告は行わなかった。

### プーチン大統領の演説
プーチン大統領は例年通り、赤の広場中央で演説を行った。演説の中でロシアのウクライナ侵攻に関する具体的な内容は語られず、また、演説の中でウクライナを名指しで言及することはなかった。しかしプーチンはウクライナ政府、欧米諸国、NATOを名指しで非難し、ロシアの侵略のために彼ら（欧米諸国やNATO）の主張する攻撃的な行動を非難し、NATOと欧米はロシアを攻撃するためにウクライナを代理国家として使用していると述べた。
また、現在のウクライナ政府とナチス・ドイツの政府との間に類似点を見出し、現在の軍隊（ロシア連邦軍）は「祖国のため、ウクライナの未来のため、そして誰も第二次世界大戦の教訓を忘れないために戦っている」と述べ、広場にいる兵士とウクライナで戦闘を繰り広げている兵士を鼓舞した。